# 仙后座35
仙后座35，又名BD+63 176，HD 8003、SAO 11712、HR 384，是仙后座的一颗恒星，视星等为6.34，位于銀經126.1，銀緯1.97，其B1900.0坐标为赤經1h 14m 24.1s，赤緯+64° 1.97′ 2″。